# Димитър Стойков (акордеонист)
 Тази статия е за акордеониста Димитър Стойков.  За революционера вижте Димитър Стойков.  
Димитър Стойков е български акордеонист и композитор.

## Биография
Роден е на 22 март 1931 г. в село Здравец, община Аврен, Варненска област. Произхожда от бедно работническо семейство. Музикалното му наследство идва от двата му рода. Дядо му Митьо е бил добър гъдулар, а чичовците му – гайдари. Баща му Стойко Митев също е народен музикант – кавалджия. Майка му Нейка Кондова пеела народни песни и в репертоара ѝ преобладавали тъжните песни. За кратко време натрупва репертоар от народни хора и мелодии, които заучава от своя баща.
Димитър Стойков от малък желае да се занимава с музика, но мечтата му се сбъдва чак през 1955 г. На 24 г. си купува акордеон и започва да свири всяка свободна минута. През 1955 г. прави първите си записи в Радио „Варна“. Свири хората на най-известните музиканти, слуша Борис Карлов, Коста Колев, Иван Шибилев, Ибро Лолов. Народният певец Йордан Гемеджиев дава друга насока на Димитър Стойков в неговата кариера. Поканен да посвири на сцената по време на фолклорния концерт на певеца, чува окуражаващите думи на Гемеджиев: „Личи, че сте музикален човек. Имате добра логическа мисъл в подреждане колената на хората!“. Препоръчва на музиканта да отиде в Радио „Варна“. Следват много концерти. Дори и без музикално образование, с много упоритост и труд, работейки по слух, Димитър Стойков осъществява мечтата си. Следват записи от родния му край: „Изхвърли кундак“, „Лявата“, „Акънджийска ръченица“, както и мелодии с имитация на гайда.
Става сътрудник в оркестъра на Тодор Боянов към МВР Варна. Димитър Стойков е отличен през 1956 г. на прегледа на художествената самодейност в Шумен и изпратен на конкурс в София във връзка с фестивала във Варшава. Скоро след това започва дългогодишното сътрудничество и звукозаписна дейност на акордеониста с БНР, което продължава до 1989 г. Осъществява много записи в Радио „Варна“, БНР и БНТ. Има осъществени над 200 записа в БНР, „Балкантон“, Радио „Варна“ и Радио „Шумен“. Димитър Стойков активно работи и в сферата на художествената самодейност като солист и ръководител на самодейни състави. Силна и трайна следа оставя работата му с фолклорна група „Добруджанска песен“, в която участват редица изтъкнати певци, певици и инструменталисти – солисти на Радио „Варна“. Заедно осъществяват многобройни успешни концерти по села и градове. Многобройни са участията му в Германия, Румъния, Чехословакия, Унгария, Молдова, Северна Македония и др.
През 1991 г. създава оркестър „Крайморие“: Никола Лютов – гъдулка и тамбура, Диньо Маринов – гайда, Димитър Димитров – кавал, Таня Бебова – контрабас и Димитър Стойков – акордеон, солист и ръководител. Оркестърът бързо добива популярност и осъществява записи с едни от най-добрите певици, като Добра Савова, Зарка Желязкова, Мария Балтаджиева, Величка Златева, Калина Германова, Стаматка Кирилова, Донка Василева и певеца Георги Германов. Заедно с колегите си акордеонисти Иван Петров и Жеко Йовчев Димитър Стойков записва негови авторски хора и ръченици за два акордеона, някои от които звучат и в чужбина на концерти в Словакия. Ръководи женските певчески групи на читалищата в Здравец, Китка, Круша и Равна гора, като инициира техните представяния на фестивали и концерти.
Носител е на отличия, грамоти и златен медал от Втория републикански фестивал през 1964 г. и негов лауреат. Удостоен е с орден „Кирил и Методий“ – II степен и награда „Варна“ през 2002 г. за своята артистична дейност като изпълнител на народна музика. Почетен жител на Община Аврен. Почетен знак на Варна. Автор е на автобиографичната книга „Нетленна жарава“, издадена през 2006 г.
През 2016 г. в родното му село Здравец се състои тържество, организирано от неговите съселяни, голяма част от които са участници в различни творчески формации, ръководени от него, по повод 85-годишнината му и 60-годишната му творческа дейност. По негова инициатива се създават рубриките „Младежта запява народна песен“, „Народна музика по писма на слушатели“, „Предаване за селото“. Дискографията му наброява 6 дългосвирещи и 7 малки плочи, 3 компактдиска, DVD и 8 аудиокасети. Като инструменталист участва в много записи на популярни народни певци и изпълнители. Едни от най-известните му изпълнения са „Памукчийска ръченица“, „Хоро на пояс“, „Джоката“, „Калимановско хоро“, „Микино хоро“ и др.
На обложката на плочата му „Хора и ръченици от Варненско“ – ВНА 10614 Стоян Ангелов пише: „Хората и ръчениците на Димитър Стойков се отличават с разнообразна и свежа ритмика, с изключително мелодическо богатство. В тях откриваме характерните интонационни и стилови особености на музикални фолклор от Варненския край и Добруджа. Отличителна особеност при тях е голямото ладово разнообразие, което лежи в основата на интонациите и мотивите и дава облик на мелодиката. Нека отбележим, че всяко едно от хората притежава своя, индивидуална ярко изразена мелодична изразност. Ритмиката в съчетание с мелодиката дава онзи неповторим и своеобразен облик на хората на Димитър Стойков, който така силно ни привлича. Слушайки ги в изпълнение на този чудесен музикант, ние се възхищаваме на изумителното разнообразие и богатство на ритмичните и мелодични елементи и тяхното оригинално. Хората на Димитър Стойков, изпълнявани с такова умение и увличащ темперамент от него оказват огромно емоционално въздействие. Те ни пленяват с богатата си мелодичност и съдържателност.“

## Дискография
| Година | Албум                                                                                                 | Вид | Издател                                            | Каталожен номер |
| ------ | --- | --- | -------------------------------------------------- | --------------- |
| 1970   | „Димитър Стойков“                                                                                     | ЕP  | Балкантон                                          | ВНМ 5974        |
| 1970   | „Димитър Стойков“                                                                                     | ЕP  | Балкантон                                          | ВНМ 6025        |
| 1971   | „Изпълнения на Димитър Стойков – акордеон“                                                            | ЕP  | Балкантон                                          | ВНМ 6361        |
| 1971   | „Димитър Стойков“                                                                                     | ЕP  | Балкантон                                          | ВНМ 6362        |
| 1972   | „Свирят братя Димитър и Найден Стойкови“                                                              | ЕP  | Балкантон                                          | BНМ 6409        |
| 1972   | „Димитър Стойков“                                                                                     | ЕP  | Балкантон                                          | ВНМ 6410        |
| 1972   | „Димитър Стойков“                                                                                     | ЕP  | Балкантон                                          | BНМ 6497        |
| 1974   | „Димитър Стойков – акордеон“                                                                          | LP  | Балкантон                                          | ВНА 1542        |
| 1974   | „Димитър Стойков – акордеон“                                                                          | LP  | Балкантон                                          | ВНА 1919        |
| 1978   | „Димитър Стойков – акордеон“                                                                          | LP  | Балкантон                                          | ВНА 10257       |
| 1981   | „Димитър Стойков – акордеон. Хора и ръченици от Варненско“                                            | LP  | Балкантон                                          | ВНА 10614       |
| 1986   | „Димитър Стойков – акордеон“                                                                          | LP  | Балкантон                                          | ВНА 11683       |
| 1989   | „Хора и ръченици от Димитър Стойков. Представителен духов оркестър при ВМФ, диригент: Ангел Кършанов“ | LP  | Балкантон                                          | ВНА 12231       |
| 2004   | „Засвирили, запяли, заиграли“                                                                         | CD  | Sunrise Marinov                                    | SM0113-2        |
| 2006   | „50 години творческа дейност“                                                                         | CD  | продуцент и издател: БНР                           |                 |
| 2021   | „Димитър Стойков. 90 години“                                                                          | CD  | издателска къща „РИС“, Марин Маринов, община Варна |                 |